# Offenberg
Offenberg è un comune tedesco di 3 319 abitanti, situato nel land della Baviera.
Gemellato con Roncone (Trentino Alto Adige-Italia).